# Вјазники
Вјазники (рус. Вязники) град је у Русији у Владимирској области. Према попису становништва из 2010. у граду је живело 41248 становника.

## Становништво
| 1939.  | 1959.  | 1970.  | 1979.  | 1989.  | 2002.  | 2010.  |
| ------ | ------ | ------ | ------ | ------ | ------ | ------ |
| 33.502 | 39.392 | 42.714 | 45.916 | 45.438 | 40.398 | 41.248 |